# Ruwiki

Ruwiki(러시아어: Рувики, 로마자 표기: Ruviki, 루위키, 루비키)는 러시아의 온라인 백과사전이다. 2023년 6월 24일 러시아어 위키백과의 포크로 출시되었으며 언론에서는 "푸틴 친화적", "크렘린 준수"라고 설명했다. 본격적인 출시는 2024년 1월 15일에 이루어졌다.
이 프로젝트는 이전에 러시아어 위키백과 프로젝트에 참여했으며 위키미디어 러시아의 이사였던 블라디미르 메데이코가 주도한다. 메데이코는 러시아 정부에 더 우호적인 러시아어 위키백과의 대안으로 이 프로젝트를 만든 것으로 알려졌다.
"рувики"라는 단어와 그 영어 버전인 "ruwiki"는 오랫동안 위키백과 사이에서 러시아어 위키백과를 지칭하는 데 사용되어 왔다.